# Friedrich Pörtner
Friedrich Pörtner (* 31. Juli 1942 in Bückeburg) ist ein deutscher Politiker (CDU). Von 1990 bis 2008 war Pörtner Mitglied im Landtag Niedersachsen und dort als Sprecher für Medien- und Sportpolitik tätig. Zudem war er Mitglied im CDU-Bundesfachausschuss Medienpolitik.

## Leben
Friedrich Pörtner besuchte die Volksschule in Vehlen und anschließend das Gymnasium Adolfinum in Bückeburg. Nach dem Abitur absolvierte er ein Studium der Politikwissenschaft, Geschichte und Geographie an den Universitäten in Münster, Hamburg und Hannover. Er machte das erste und das zweite Staatsexamen für das Höhere Lehramt in Hannover. Bis zu seiner Wahl in den Landtag 1990 war er an zwei Gymnasien in Stadthagen und Bückeburg (Adolfinum) tätig. Pörtner war zudem Mitglied des Philologenverbandes und des Deutschen Lehrerverbandes.
Bereits im Jahr 1968 trat er der Jungen Union bei, ein Jahr später der CDU. Bis 1972 war er Kreisvorsitzender der Jungen Union in Schaumburg und von 1975 bis 1992 des CDU-Kreisverbandes. Danach wurde er Mitglied des CDU-Bezirksvorstandes in Hannover und des CDU-Landesausschusses. Seit 1972 ist er Kreistagsabgeordneter des Landkreises Schaumburg, wo er von 1972 bis 1991 stellvertretender CDU-Fraktionsvorsitzender war. Seit dem 21. Juni 1990, dem Beginn der zwölften Wahlperiode, war er Mitglied des Niedersächsischen Landtages. Er schied mit Ende der fünfzehnten Wahlperiode 2008 aus dem Parlament aus.